# Ойос, Анхель Гильермо
Анхель Гильермо Ойос Марчисио (исп. Ángel Guillermo Hoyos Marchisio; род. 9 июня 1963 или 9 июня 1961, Кордова) — аргентинский футболист и футбольный тренер. Играл на позиции полузащитника.

## Карьера игрока
Анхель Гильермо Ойос начинал свою карьеру футболиста в аргентинском «Банфилде». Затем он выступал за «Тальерес» из родной для него Кордовы. В сезоне 1981/82 Ойос играл за резервную команду мадридского «Реала» в Сегунде. Потом он вернулся в «Тальерес», а в 1986 перешёл в «Боку Хуниорс». В 1989 году Ойос выиграл вместе с ней Суперкубок Либертадорес.
Впоследствии Ойос выступал за аргентинскую «Химнасию Ла-Плату» и «Чакариту Хуниорс», чилийский «Эвертон» и колумбийские «Депортес Толима» и «Унион Магдалена». Заканчивал карьеру футболиста Ойос в Венесуэле, где играл за ряд клубов.

## Тренерская карьера
Свою тренерскую карьеру Анхель Гильермо Ойос начинал, работая в юношеской команде «Барселоны». В 2006 году он возглавил греческий «Арис», привив команде атакующий стиль, не свойственный клубам этой страны. Затем Ойос занимал пост главного тренера в греческих командах «Атромитос», ПАС, «Пансерраикос», а также кипрском «Анортосисе».
С начала 2011 по середину 2012 года аргентинец возглавлял боливийский «Боливар», который привёл к победе в национальном чемпионате в мае 2011 года. Вторую половину 2012 года Ойос провёл на посту главного тренера колумбийского «Онсе Кальдаса». В конце октября 2013 года он вернулся в Грецию, став наставником «Ираклиса».
В конце 2014 года Ойос недолгое время занимал должность главного тренера «Тальереса» из родной Кордовы. В 2015—2016 годах он в краткие периоды возглавлял американский «Джэксонвилл Армада», боливийский «Ориенте Петролеро» и сборную Боливии. С начала 2017 года аргентинец работал главным тренером чилийского клуба «Универсидад де Чили», который под его руководством стал чемпионом Чили в мае того же года.

## Достижения

### В качестве игрока
«Бока Хуниорс»
- Обладатель Суперкубка Либертадорес (1): 1989

### В качестве тренера
«Боливар»
- Чемпион Боливии (1): Ад. 2011

 «Универсидад де Чили»
- Чемпион Чили (1): Кл. 2017